# کاروانسرای رضا قلی خان
کاروانسرای رضا قلی خان مربوط به دوره قاجار است که در شهرجویم، جنب برکه میان ده  واقع شده و این اثر در تاریخ ۱۹ مرداد ۱۳۸۴ با شمارهٔ ثبت ۱۲۷۱۴ به‌عنوان یکی از آثار ملی ایران به ثبت رسیده است.